# Malguénac
Malguénac är en kommun i departementet Morbihan i regionen Bretagne i nordvästra Frankrike. Kommunen ligger i kantonen Cléguérec som tillhör arrondissementet Pontivy. År 2022 hade Malguénac 1 849 invånare.

## Befolkningsutveckling
Antalet invånare i kommunen Malguénac
| Referens: INSEE |